# Земмелинг, Леон
Леон Земмелинг (фр. Léon Semmeling; 4 января 1940, Мулинген, Лимбург — 14 марта 2024, Льеж, Валлония) — бельгийский футболист, играл на позиции полузащитника. Выступал за национальную сборную Бельгии. По завершении игровой карьеры — тренер. Бронзовый призёр чемпионат Европы 1972 года.
Пятикратный чемпион Бельгии. Двукратный обладатель Кубка Бельгии.
Умер 14 марта 2024 года в возрасте 84 лет.

## Клубная карьера
Во взрослом футболе дебютировал в 1959 году выступлениями за команду клуба «Стандард» (Льеж), цвета которой и защищал на протяжении всей карьеры, которая длилась шестнадцать лет. Большую часть времени, проведенного в составе «Стандарда», был основным игроком команды. За это время пять раз завоевывал титул чемпиона Бельгии.

## Выступления за сборную
В 1961 году дебютировал в официальных матчах в составе национальной сборной Бельгии. В течение карьеры в национальной команде, которая длилась 13 лет, провел в форме главной команды страны 35 матчей, забив два гола.
В составе сборной был участником чемпионата мира 1970 года в Мексике, чемпионата Европы 1972 года в Бельгии, на котором команда завоевала бронзовые награды.

## Карьера тренера
Начал тренерскую карьеру, вернувшись к футболу после длительного перерыва, в 1984 году, возглавив тренерский штаб клуба «Стандард» (Льеж). Опыт тренерской работы ограничивается этим клубом.

## Достижения
«Стандард» (Льеж)
- Чемпион Бельгии: 1960/1961, 1962/1963, 1968/1969, 1969/1970, 1970/1971
- Обладатель Кубка Бельгии: 1965/1966, 1966/1967